# Pablo Hernández Domínguez
Pablo Hernández Domínguez (Castelló de la Plana, 11 d'abril de 1985) és un ex-jugador de futbol valencià que actualment és propietari del Club Esportiu Castelló.

## Trajectòria
Pablo Hernández és un futbolista format en les categories inferiors del Club Esportiu Castelló. Després del seu pas per l'equip juvenil del València CF, va ser cedit durant la temporada 2004-05 al Club Esportiu Onda. Posteriorment, va jugar dues temporades en el filial del València, arribant a debutar amb el primer equip en l'última jornada de la temporada 2005-06 contra l'Osasuna. Durant la temporada 2006-07, va esdevenir el màxim golejador del seu equip fins que en el mercat d'hivern va signar la seua cessió al Cadis CF.
El gener de 2008 el València CF compra a Pablo i aquest signa contracte per als pròxims 6 anys. S'incorporà a la disciplina valencianista a l'estiu d'aqueix mateix any, després de finalitzar la temporada amb el Getafe CF.
El 30 d'agost de 2012, el València CF arriba a un acord per a traspassar el jugador al Swansea City, en un fitxatge que ronda els 7 milions d'euros. En juny del 2014 va fitxar per l'Al-Arabi de Qatar. En gener del 2015 el club qatarià el va cedir a l'Al-Nasr d'Emirats Àrabs fins a final de temporada. El 31 d'agost de 2015 el club qatarià el va cedir novament, aquesta vegada al Rayo Vallecano, amb la qual cosa Pablo Hernández va tornar a la lliga espanyola tres anys després d'abandonar el València CF. Després del seu pas pel conjunt madrileny, el 2 d'agost de 2016 Pablo Hernández va ser cedit de nou, aquesta vegada al Leeds United anglès de la Championship (segona divisió) anglesa.

## Selecció espanyola
Després d'haver estat observant-lo molt atentament per les seues bones actuacions al Getafe CF el seleccionador Luis Aragonés, convocà a Hernández per a la llista provisional de l'Eurocopa de 2008, però finalment es va quedar fora de la competició.
En canvi, el 5 de juny de 2009 si segué convocat per a jugar a la Copa Confederacions 2009 a Sud-àfrica, com a recanvi del lesionat Andrés Iniesta, pel nou seleccionador Vicente del Bosque. El dia 20, debutà com a jugador internacional, substituint al seu company d'equip David Villa, al minut 60 de partit davant la selecció amfitriona.
El 18 de novembre de 2009 Pablo marcà el seu primer gol com a internacional, fent el 5-1 a l'amistós que la selecció jugà davant Àustria i tancant el resultat.

## Palmarès
- Finalista de la Copa del Rei amb el Getafe CF - Temporada 2007–08
- Copa de la Lliga anglesa amb el Swansea City - Temporada 2012-13
- 3a plaça Copa Confederacions de la FIFA amb la selecció espanyola - 2009